# 蓝脸鲣鸟
藍臉鰹鳥 （Sula dactylatra），是鰹鳥科和鰹鳥屬的一種大型海鳥。由法國博物學家勒內-普里梅韋勒·萊松首次於1831年描述，藍臉鰹鳥是屬於該屬的六種鰹鳥之一。它具有典型的鰹鳥體型，具有長而尖的黃銅色喙、長頸、流線型的身體、長而纖細的翅膀和尖尾。成鳥為明亮的白色，具有黑色的翅膀、黑色的尾巴和黑色的面具；體長75—85 cm（30—33英寸），是最大的鰹鳥物種。雌雄兩性具有相似的羽毛。該物種分佈於熱帶海洋，除了在東部大西洋和東部太平洋。在後者中，它被納茲卡鰹鳥（Sula granti）取代，後者曾被認為是藍臉鰹鳥的一個亞種。
藍臉鰹鳥在遠離大陸且接近深水的島嶼和環礁上的群落中築巢。繁殖時具有領域性，藍臉鰹鳥以攻擊性行為來保護其巢穴。可能的配對和已配對的鰹鳥會進行求偶和迎接展示。雌性在遠離植被的平坦地面上的淺窪處產下兩個白堊色的蛋。雛鳥出生時無毛，但很快就被白色的絨毛覆蓋。第二隻出生的雛鳥通常無法生存，並被較大的兄弟姐妹殺死。這些鳥是壯觀的俯衝潛水鳥，以高速俯衝入海中尋找獵物，主要是飛魚。該物種面臨的威脅很少；儘管其種群數量在下降，但根據國際自然保護聯盟（IUCN）的評估，它被認為是無危物種。

## 分類
法國博物學家勒內·萊松是路易·伊西多爾·杜佩雷船長在1822年8月至1825年3月進行的環球航行中的成員之一。在杜佩雷關於此次航行的多卷出版物中，萊松撰寫了鳥類部分。在1829年的南大西洋阿森松島訪問記錄中，萊松提到遇到了藍臉鰹鳥，並在腳註中提出了雙名法Sula dactylatra。隨後萊松於1831年對藍臉鰹鳥進行了正式描述。種小名結合了古希臘語，意為手指，和拉丁語，意為黑色。「黑色手指」指的是飛行時展開的翼尖。瑞典動物學家卡爾·雅各布·松德瓦爾於1837年描述了該物種Dysporus cyanops，根據1827年9月6日從大西洋收集的一個亞成體。該物種名稱來源於古希臘語詞語，意為藍色，和，意為臉。
英國鳥類學家和鳥類畫家約翰·古爾德於1846年在澳大利亞描述了Sula personata，物種名稱為拉丁語形容詞，意為「蒙面」。古爾德在1865年採用了名稱Sula cyanops（《澳洲鳥類手冊》）。由於萊松1829年的記錄沒有充分描述該物種，松德瓦爾的雙名法被沿用；然而，在1911年，澳大利亞業餘鳥類學家格雷戈里·馬修斯指出，儘管萊松1829年的記錄未描述該鳥，但其1831年的記錄已描述，因此比松德瓦爾早六年，因此Sula dactylactra具有優先原則。美國鳥類學會在1920年第17次補充名錄中也採用了這一點。

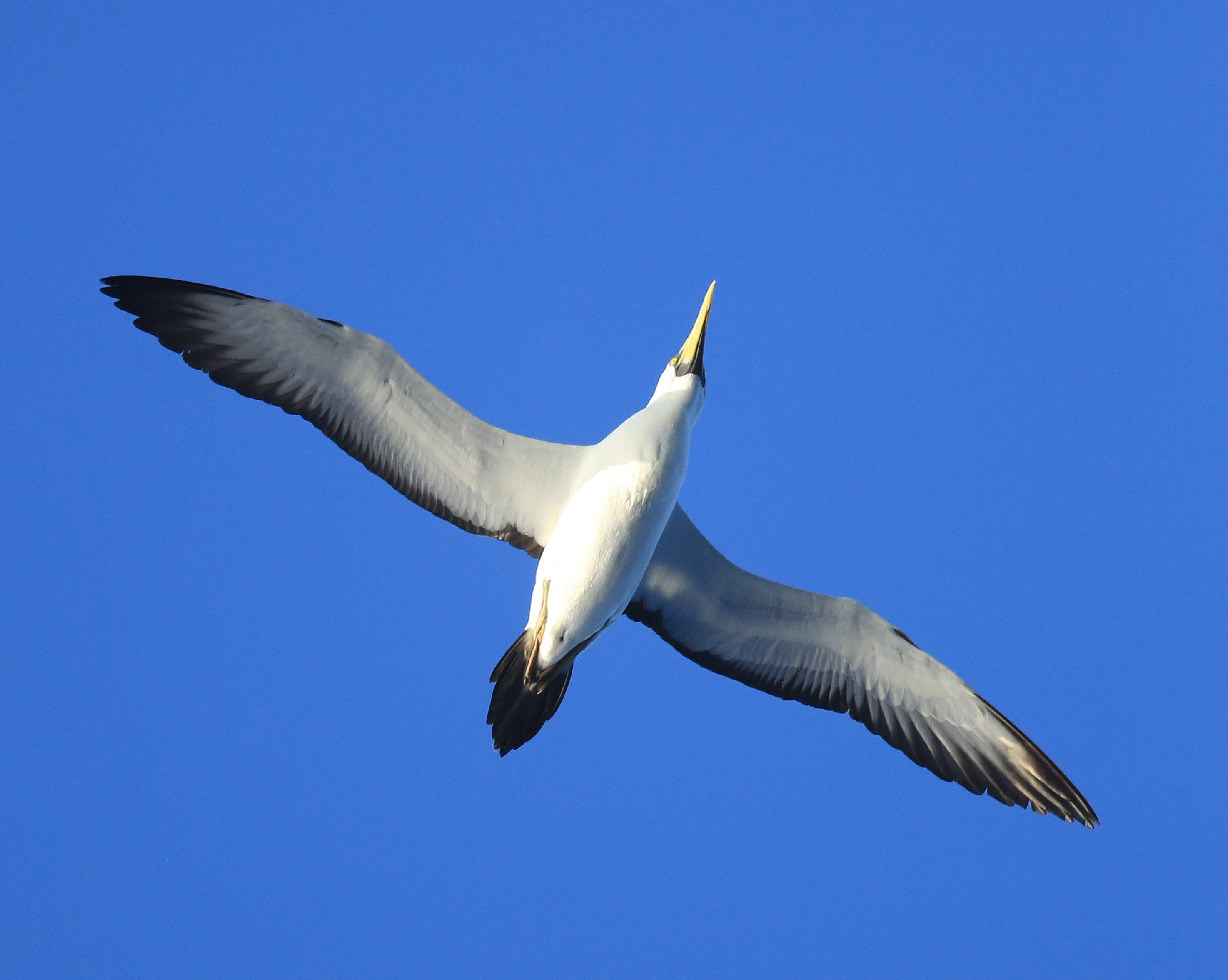
飛行中的亞種 dactylatra, 大特克島

「藍臉鰹鳥」已被世界鳥類學家聯合會（IOU）指定為正式通用名。 澳大利亞鳥類學家道格·多沃德推廣了「白鰹鳥」這個名稱，因為他認為其面部的藍色不如紅腳鰹鳥（Sula sula）那麼顯著。
藍臉鰹鳥是屬於該屬的六種鰹鳥之一。 2011年的一項使用體細胞核DNA和線粒體DNA的基因研究（depicted below）顯示，藍臉鰹鳥和納茲卡鰹鳥（Sula granti）是彼此最親近的親屬，其譜系從一條產生藍腳鰹鳥（Sula nebouxii）和秘魯鰹鳥（Sula variegata）的譜系中分離出來。藍臉鰹鳥和納茲卡鰹鳥的分歧程度足以表明後者應被分類為一個獨立的物種，而不是前者的亞種。分子證據表明它們很可能在80萬至110萬年前分化。複雜的東太平洋水流可能建立了一個環境屏障，導致了物種形成。 在聖赫勒拿島的沉積物中發現了屬於該物種的14000年前的亞化石骨骼。
|  | 藍臉鰹鳥 （Sula dactylatra） |
|  |                              |
|  | 納茲卡鰹鳥 （Sula granti）   |
|  |                              |

|  | 藍腳鰹鳥 （Sula nebouxii）  |
|  |                             |
|  | 秘魯鰹鳥 （Sula variegata） |
|  |                             |

|  | 藍臉鰹鳥 （Sula dactylatra） |
|  |                              |
|  | 納茲卡鰹鳥 （Sula granti）   |
|  |                              |

|  | 藍腳鰹鳥 （Sula nebouxii）  |
|  |                             |
|  | 秘魯鰹鳥 （Sula variegata） |
|  |                             |

|  | 藍臉鰹鳥 （Sula dactylatra） |
|  |                              |
|  | 納茲卡鰹鳥 （Sula granti）   |
|  |                              |

|  | 藍腳鰹鳥 （Sula nebouxii）  |
|  |                             |
|  | 秘魯鰹鳥 （Sula variegata） |
|  |                             |

|  | 藍臉鰹鳥 （Sula dactylatra） |
|  |                              |
|  | 納茲卡鰹鳥 （Sula granti）   |
|  |                              |

|  | 藍腳鰹鳥 （Sula nebouxii）  |
|  |                             |
|  | 秘魯鰹鳥 （Sula variegata） |
|  |                             |

|  | 藍臉鰹鳥 （Sula dactylatra） |
|  |                              |
|  | 納茲卡鰹鳥 （Sula granti）   |
|  |                              |

|  | 藍腳鰹鳥 （Sula nebouxii）  |
|  |                             |
|  | 秘魯鰹鳥 （Sula variegata） |
|  |                             |

|  | 藍臉鰹鳥 （Sula dactylatra） |
|  |                              |
|  | 納茲卡鰹鳥 （Sula granti）   |
|  |                              |

|  | 藍腳鰹鳥 （Sula nebouxii）  |
|  |                             |
|  | 秘魯鰹鳥 （Sula variegata） |
|  |                             |

|  | 藍臉鰹鳥 （Sula dactylatra） |
|  |                              |
|  | 納茲卡鰹鳥 （Sula granti）   |
|  |                              |

|  | 藍腳鰹鳥 （Sula nebouxii）  |
|  |                             |
|  | 秘魯鰹鳥 （Sula variegata） |
|  |                             |

|  | 藍臉鰹鳥 （Sula dactylatra） |
|  |                              |
|  | 納茲卡鰹鳥 （Sula granti）   |
|  |                              |

|  | 藍腳鰹鳥 （Sula nebouxii）  |
|  |                             |
|  | 秘魯鰹鳥 （Sula variegata） |
|  |                             |

### 種內變異和亞種
在藍臉鰹鳥的分佈範圍內，體型大小有地域漸變的變化。大西洋的個體是最小的，隨著向太平洋和印度洋的西進而增加，印度洋的個體是最大的。 使用粒線體DNA控制區序列的基因分析顯示，印度洋和太平洋的種群在約18萬年前大幅擴展，而這些種群在約11.5萬年前與大西洋的種群分離。此外，在每個海洋內，還有證據表明種群之間的基因流動減少，這與任何物理障礙無關。
世界鳥類學家聯合會認可四個亞種。

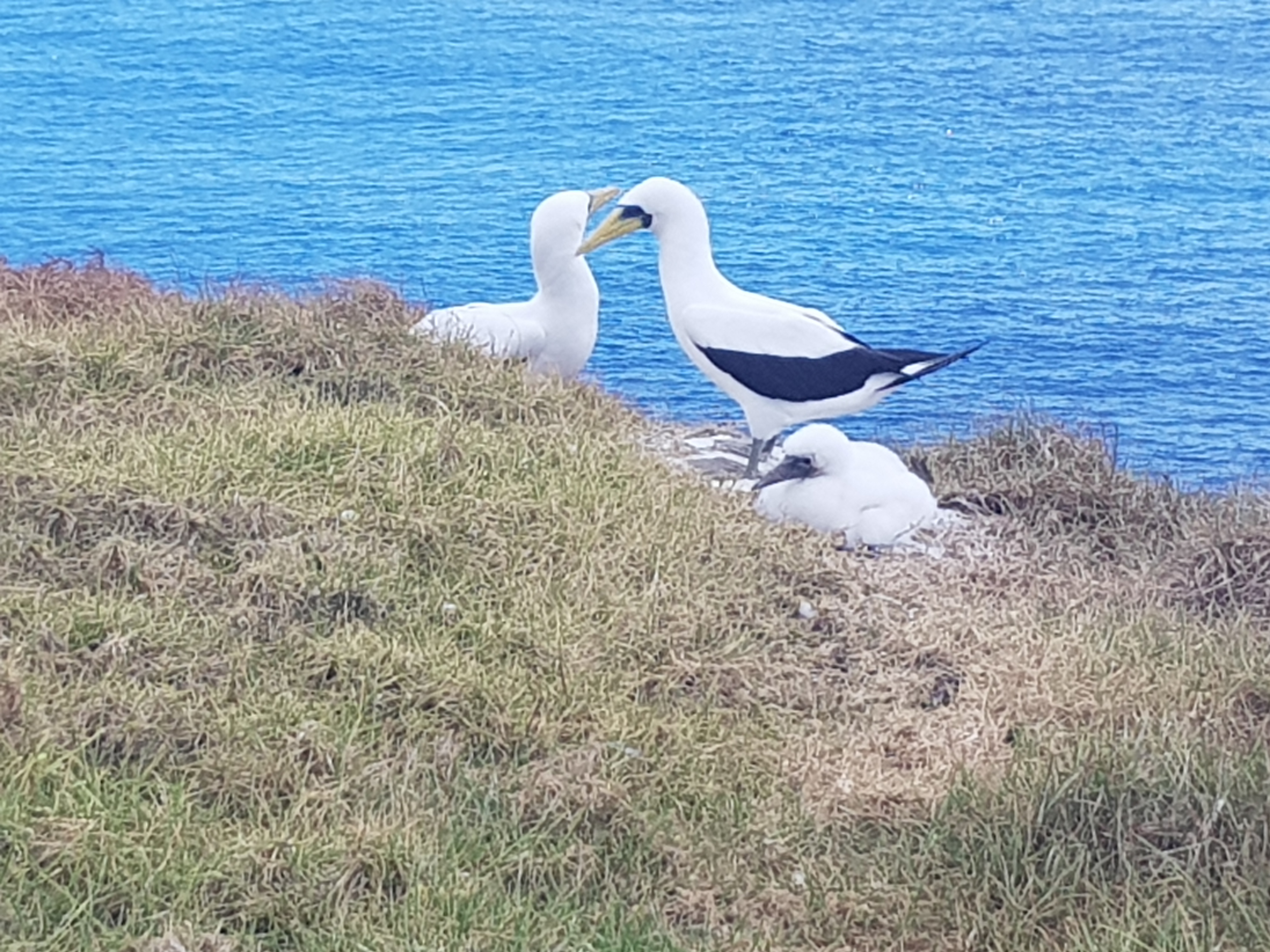
一對繁殖中的成鳥及其雛鳥，亞種 tasmani, 諾福克島

- S. d. dactylatra Lesson, 1831

：在加勒比海和包括阿森松島在內的一些大西洋島嶼繁殖。阿森松島外的水手長鳥島上的鳥類與波多黎各附近的莫尼托島上的鳥類之間有顯著的遺傳差異。
- S. d. melanops Hartlaub, 1859

：在西印度洋繁殖。 德國鳥類學家古斯塔夫·哈特勞布於1859年從索馬里海岸附近的同名小鎮的梅德島描述了這個分類群。他指出其黑色面具和藍灰色的腳與松德瓦爾的cyanops具有藍色面部和萊松的dactylatra具有黃色腳不同。 該亞種名稱來源於古希臘語詞語（意為黑色）和（意為臉）。
- S. d. tasmani van Tets, Meredith, Fullagar & Davidson, 1988（包括S. d. fullagari作為次同物異名）：塔斯曼鰹鳥

：在豪勳爵島和克馬德克群島繁殖的形態。新西蘭博物學家沃爾特·奧利弗在1930年注意到這種鳥類具有深棕色而不是淺色的虹膜，但直到1990年，R. M. O'Brien和J. Davies才正式調查發現其翅膀也比其他種群更長。他們將其分類為一個新亞種：S. d. fullagari。 同時，從豪勳爵島和諾福克島已知的大型史前標本在1988年被分類為一個獨立的物種，S. tasmani，被認為由於波利尼西亞人和後來的歐洲航海者和定居者而滅絕。 然而，古生態學家Richard Holdaway及其同事在2001年對化石分類的獨特性提出質疑， 2010年新西蘭生物學家Tammy Steeves及其同事對化石標本和DNA的審查發現，兩者在很大程度上重疊，因此滅絕和現存實體被認為是同一分類群，現在被稱為S. d. tasmani，因為這個名字優先於S. d. fullagari。 在克馬德克群島的野外工作表明，成鳥的喙是亮黃色的，成年雄鳥的腳比雌鳥的腳更亮。
- S. d. personata Gould, 1846（包括S. d. californica和S. d. bedouti）

：在中西太平洋和澳大利亞周圍，以及墨西哥外海和中美洲海岸外的克利珀頓島繁殖。後兩個地點的鳥類被分為亞種californica，而西北澳大利亞的種群被命名為亞種bedouti，但通常認為這些都不具顯著差異。 美國生物學家Robert Pitman及其同事發現這三個亞種之間沒有一致的差異。

## 描述

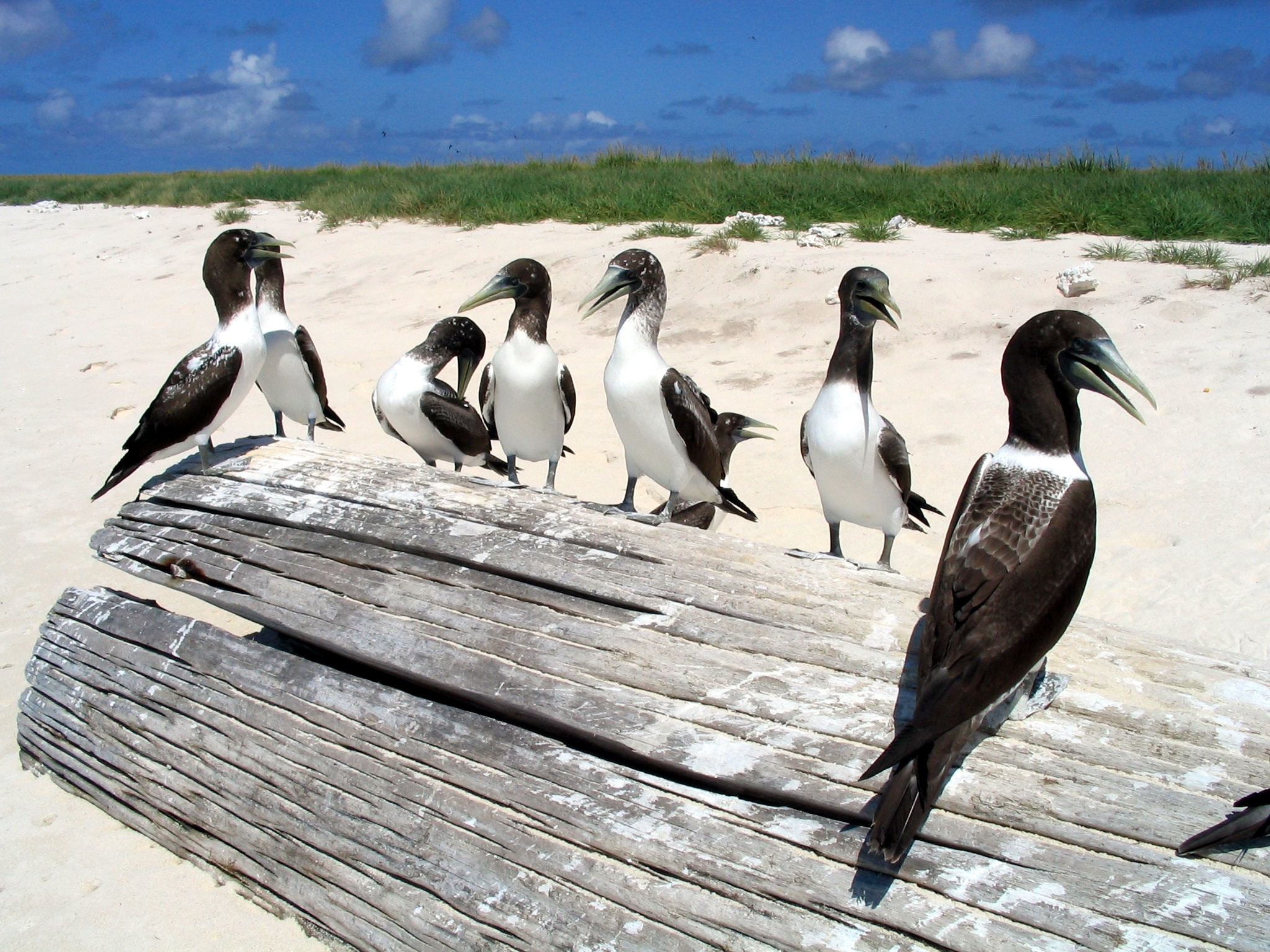
夏威夷島鏈庫雷環礁上的「personata」亞種的幼體

藍臉鰹鳥是最大的鰹鳥物種，體長約為75至85 cm（30至33英寸），翼展為160—170 cm（63—67英寸），重量為1.2—2.2（2.6—4.9磅）。它具有典型的鰹鳥體型，長而尖的喙，長頸，流線型的身體，修長的翅膀和尖尾。成鳥是亮白色，具有深色的翅膀和尾巴。 雌雄鳥具有相似的羽毛，沒有季節性變化，但雌鳥平均稍重且稍大於雄鳥。 臉部、喉部和頰部周圍的裸露皮膚被描述為黑色或藍黑色。這與白色羽毛形成對比，給人一種面具般的外觀。 指名亞種的喙為淡黃色，帶有綠色的色調，有時基部呈灰色。 喙呈圓錐形，比頭部長，尖端略微向下彎曲。下頜上有向後指的鋸齒。 初級羽毛、次級羽毛、三級羽毛和尾羽為棕黑色。次級羽毛的內側網在基部為白色。下翼為白色，除了棕黑色的飛行羽毛沒有被白色覆羽覆蓋。 腿是黃橙色或橄欖色。 虹膜是黃色的。
亞種在體型上略有不同，有時虹膜、喙、腿和腳的顏色也有所不同。melanops 亞種的喙為橙黃色，腿為橄欖灰色，tasmani 亞種的虹膜為深棕色，腿為深灰綠色，personata 亞種的腿為橄欖色至藍灰色。 對於亞種tasmani和指名亞種dactylatra，在繁殖季節，雄鳥的腿顏色比雌鳥的腿顏色包含更多的黃紅色。
幼鳥的頭部和上部呈條紋狀或斑駁的灰褐色，頸部有白色領圈。翅膀是深棕色的，下部是白色的。喙是黃褐色的，臉是藍灰色的，虹膜是深棕色的。年長的未成鳥有更寬的白色領圈和臀部， 頭部的白色羽毛越來越多，直到14到15個月大時頭部完全變白。完整的成鳥羽毛在鳥三歲前的三到四個月長成。
藍臉鰹鳥在海上通常是無聲的，但在巢區則非常吵鬧。雄鳥的主要叫聲是一種下降的哨聲；雌鳥的叫聲是一種響亮的號角聲。
成年藍臉鰹鳥與相關的納茲卡鰹鳥的區別在於其黃色而不是橙色的喙，體型較大且兩性異形較少。後者在陡峭的懸崖上而不是平地上築巢。 白色型的紅腳鰹鳥外型相似但較小。 粉嘴鰹鳥（Papasula abbotti）的上翼更多是全黑的，頸部和尾巴更長，頭部更大，而南非鰹鳥（Morus capensis）和澳洲鰹鳥（Morus serrator）具有黃褐色的頭頂，尾巴較短，白色的三級羽毛，喙是灰色而不是黃褐色。幼年的藍臉鰹鳥類似於褐鰹鳥（Sula leucogaster），但後者的成鳥有明顯分界的棕色和白色羽毛。

## 分布和棲地
藍臉鰹鳥分布於熱帶海洋，範圍在北緯30度線與南緯30度線之間。印度洋中，從阿拉伯半島和東非的海岸線延伸到蘇門答臘和西澳大利亞，但不出現在印度次大陸沿岸。在西澳大利亞的海岸線，它的分布最南可至丹皮爾群島。在太平洋中，分布範圍從布里斯班向東延伸。它也出現在加勒比海和大西洋，南至阿森松島。 在東太平洋的哥倫比亞和厄瓜多海岸，藍臉鰹鳥被納茲卡鰹鳥所取代。 2015年在紐波特 (俄勒岡州)發現了一隻迷鳥。
在大西洋，加勒比海的鳥偶爾會向北遊蕩到美國東部海岸的溫暖墨西哥灣流水域，在新澤西州的島灘州立公園和紐約有單次記錄。 也有在德拉瓦灣的夏季記錄， 和馬里蘭州伍斯特縣， 以及西班牙海岸的水域。
在季風季節（年中），藍臉鰹鳥偶爾會成為印度西海岸的迷鳥，在喀拉拉、卡納塔克邦 和馬哈拉施特拉邦有記錄。 它也是新幾內亞北部加羅林群島的迷鳥。

### 繁殖群落

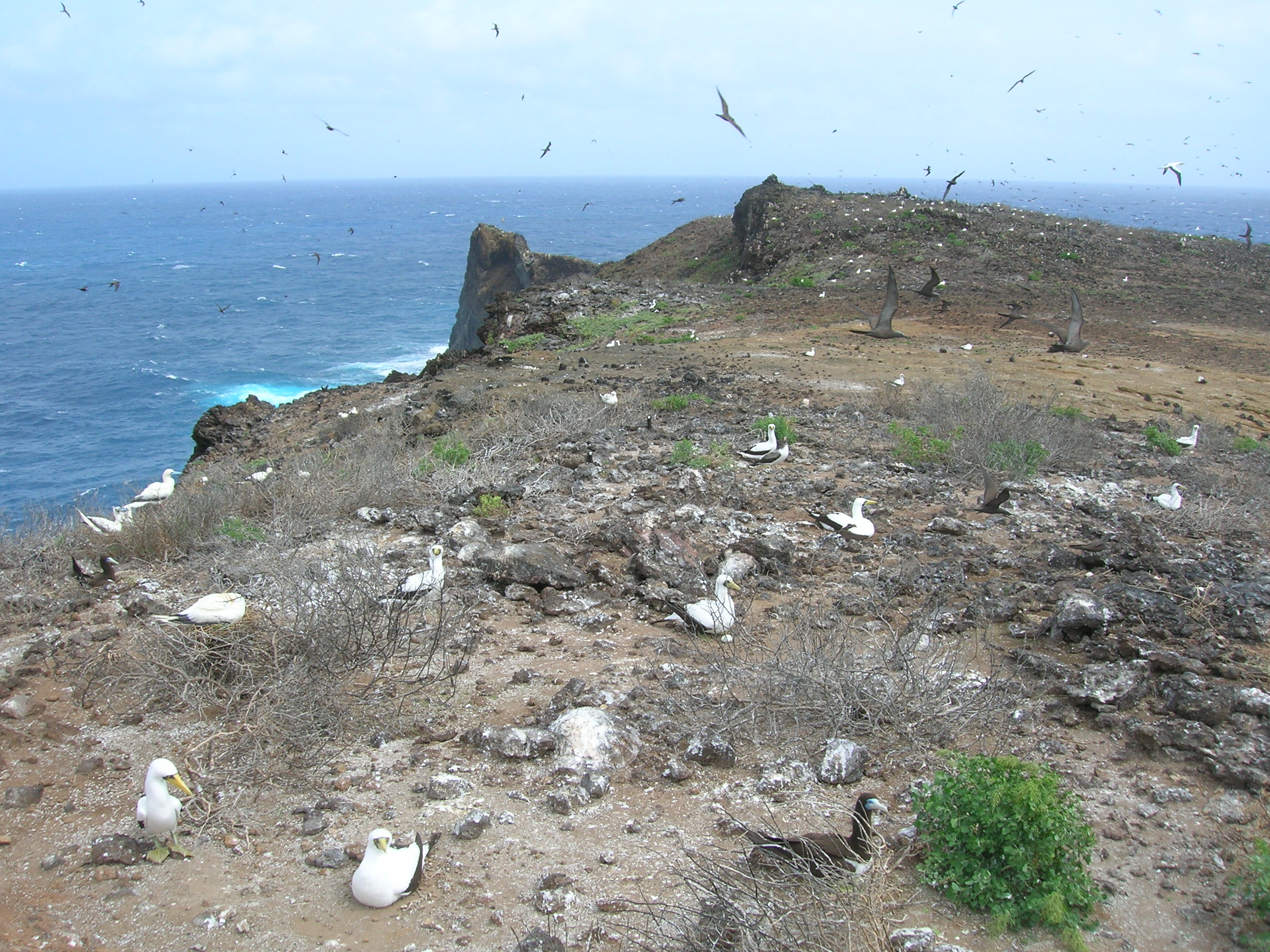
Breeding sites in areas relatively free of vegetation, Oahu

繁殖群落位於偏遠的島嶼、環礁和珊瑚礁。 豪勳爵島是最南的繁殖群落。 附近的深水對覓食很重要。以雷恩島為例，該島位於大堡礁的邊緣，周圍水域深達180至3,700米（590至12,140英尺）。 在這些地形上，藍臉鰹鳥選擇平坦、裸露或開闊的地面，這些地點位於高潮線以上並能通往海洋。 在繁殖季節，這個物種會留在繁殖群落附近。其他時間，幼鳥和部分成鳥會廣泛散佈，儘管有些全年留在群落內。大多數（但不是全部）鳥類會回到它們出生的繁殖群落；一旦在某地開始繁殖，它們每年都會回到那裡。
最大的藍臉鰹鳥群落位於東太平洋的克利珀頓島， 該島是一個位於墨西哥西南部的沙漠環礁。2003年，該島上有112,000隻鳥被計數過，在1958年曾降至150隻。這一數量的下降是因為1890年代引進的野豬。這些豬捕食螃蟹，而螃蟹吃掉了植被。1964年野豬被消滅後，螃蟹數量上升，植被大部分消失。這對鰹鳥有利，因為它們偏愛開闊的地面。 克利珀頓島位於一條狹窄的山脊上，周圍是深水海洋。 在1788年發現豪勳爵島時，該島的群落數量達數千對，但到2005年已減少到不足500對——大多數在近海小島上，其餘在兩個難以到達的岬角上。人類的捕獵被認為起了一定作用；儘管1918年老鼠被引入島上，但沒有證據表明它們能殺死幼鳥或蛋——這可能是因為成鳥的體型較大。 藍臉鰹鳥於1908年首次在諾福克島外的菲利普島有繁殖記錄，該島的植被因野生動物的活動而變得開闊，這正是這個物種所喜愛的。到2007年，該島估計有300對在繁殖，儘管在移除野生動物後島上的植被可能會重新生長，這可能會開始限制合適的築巢地點。 2006年，兩對成鳥在墨西哥南部芝華塔尼歐附近的莫羅斯德爾波托西（白修士岩）的一個褐鰹鳥群落中築巢。
大西洋的主要繁殖地包括巴西海岸外的羅卡斯環礁， 南大西洋的阿森松島， 和墨西哥灣的坎佩切灘上的五個島嶼。 該物種曾於1984年和1985年在墨西哥灣的乾龜群島試圖築巢； 1998年在那裡記錄到19對。

## 行為
藍臉鰹鳥通常在至少7米（23英尺）的高度飛行，速度可達70 km/h（43 mph）。它在滑翔和有力的定期拍翅飛行之間交替進行。它通常單獨行動，或者在返回其群落時會成群出現。
關於藍臉鰹鳥的壽命，一隻1979年9月在尼皮恩島（諾福克島外）標放的鳥，在24年9.9個月後，於2004年7月在新喀里多尼亞松樹島附近被漁具捕獲並釋放，距離大約713 km（443 mi）。最長的旅行距離是3,152 km（1,959 mi），一隻1981年12月在大堡礁的雷恩島標記的鳥，在1986年12月於諾福克島外的菲利普島被發現並釋放。

### 繁殖和求偶
藍臉鰹鳥在四五歲左右開始繁殖，但有時三歲就可以繁殖。 成鳥形成一夫一妻制的關係，許多配對在多個繁殖季節中保持在一起。築巢時，牠們非常具領域性，單身雄鳥和已配對的雄鳥會進行攻擊展示以標記其領域，以對抗鄰居和入侵者。雄鳥通過flight circuiting——進行短暫飛行，將翅膀呈“V”形並在降落時發出叫聲，向雌鳥展示其領域。已配對的鳥在其他鰹鳥飛過頭頂時會進行outposting，伸長脖子向前。更直接的入侵者則面對yes-no headshaking，此時鰹鳥會左右或上下搖頭，並豎起頭部羽毛使頭部顯得更大，面部標記更加顯著。牠可能會翹起尾巴並將翅膀遠離身體。 鄰近的鰹鳥可能會升級為互相刺戳和衝撞。在pelican posture中，一隻鳥會將喙尖插入胸部，這可能是為了避免傷害其他鳥。這種姿勢用於對抗入侵者或作為吸引配偶的展示。
有幾種展示行為與配對關係的建立和維護有關。當雌鳥接近或離開其領域時，雄鳥會發起sky-pointing。在這種展示中，他緩慢地踱步，脖子和喙朝上——垂直到45度之間——翅膀部分抬起，並張開喙發出輕微的哨聲。在gazing展示中，一隻鳥凝視異性，這通常會導致其他展示行為。配對的鳥會進行（大多）溫和的刺戳展示，和社交梳理。在oblique headshake中，一隻鳥會用力甩頭。雄鳥也可能會在雌鳥面前遊行，以誇張的高步態行走，並間歇性地將頭插入胸部，在收集築築巢材料料和開始產卵前。他會呈上小樹枝和碎片作為築築巢材料料的一部分，這是一種象徵性的築巢行為，並導致交配。之後，配對的鳥會進行更多的象徵性築巢行為。 樹枝和碎片後來會被清除，因為在築巢期間並不實際使用。
繁殖在其分布範圍內的不同時間進行。在科科斯（基林）群島，產卵從1月到7月進行，6月達到高峰，幼鳥從4月到12月。在珊瑚海的穆爾特爾礁，全年都在繁殖，產卵高峰期在9月到11月初，而在附近的雷恩島，鳥類開始在8月或之後產卵，可能在9月到11月初達到高峰。 豪勳爵島的產卵時間在5月至9月， 而菲利普島在7月初到1月初（高峰在9月）。
在北半球，庫雷環礁的產卵時間可以在1月至7月初之間，2月和3月達到高峰。 在克利珀頓島，產卵高峰在11月，以配合1月周邊水域魚類生產的高峰（以供養育幼鳥）。 在加勒比海，藍臉鰹鳥全年產卵，高峰在3月至9月。
巢是一個直徑0.75至1米（2英尺6英寸至3英尺3英寸）的清理區域，其中有一個明顯劃定的25至30 cm（10至12英寸）淺（1—2 cm（0.4—0.8英寸）深）的凹陷。每次產卵間隔五到八天，產下一窩兩顆白色的蛋。偶爾會報告有三顆蛋的巢，這可能是因為另一個巢中的蛋滾下來進入了這個巢。 蛋的平均尺寸為64 mm × 45 mm（2.5英寸 × 1.8英寸），重量為75 g（2.6 oz）  雙親共同孵卵45天。 父母通過休息在跗關節上並用蹼腳包住蛋來孵化蛋，最外面的腳趾踩在地上。此時他們的腳部血管較多。 剛孵出時，雛鳥約10 cm（3.9英寸）長，重約40—60 g（1.4—2.1 oz），灰色至粉紅灰色皮膚上覆蓋著稀疏的白色絨毛。他們出生時眼睛即睜開。隨著年齡增長，絨毛變厚，到5-6周時變得相當蓬鬆。初級羽毛和尾羽在第8周出現，肩羽（scapulars）在第10周出現。他們從第12周開始失去絨毛，直到第15或16周完全被幼鳥羽毛覆蓋，並在約120天（17周）時長出飛羽。 離巢後，幼鳥依賴父母3-4周後才散入海中。
儘管經常產下兩顆蛋，但較年幼的雛鳥幾乎一般在幾天內死亡。這在該物種的分布範圍內被廣泛觀察到。道沃德懷疑手足相殘發生在阿森松島。 在加拉巴哥群島的納茲卡鰹鳥中觀察到了手足相殘， 並且認為這也發生在藍臉鰹鳥中。

### 捕食

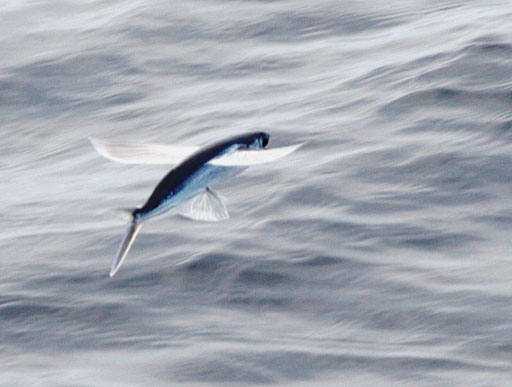
飛魚，例如大西洋飛魚，是常見的獵物

藍臉鰹鳥是一種壯觀的潛水捕食者，從12至100米（40至330英尺）甚至更高的高度垂直或近垂直地高速俯衝入海，深度可達3米（9.8英尺），以尋找魚類。 它通常在水下吞食獵物。 在克利珀頓島的野外調查顯示，藍臉鰹鳥平均飛行至距離其群落103 km（64 mi）的地方，最大範圍為242 km（150 mi），為雛鳥覓食。雖然它們在夜間不在海上休息，但對於較長的遠征，部分返回旅程是在夜間進行的。 藍臉鰹鳥有時會與白腹風暴海燕（Fregetta grallaria）和穴鳥（Bulweria bulwerii）一起覓食。 軍艦鳥經常騷擾藍臉鰹鳥，直到牠們吐出獵物並偷走食物。
魚類，特別是飛魚，長度可達28 cm（11英寸）（很少達到41 cm（16英寸）），是其飲食的主要部分，還有頭足類。 捕食的魚類包括各種飛魚，如藍飛魚（Exocoetus volitans）、鏡翅飛魚（Hirundichthys speculiger）、帆飛魚（Parexocoetus brachypterus）、黑斑飛魚（Cheilopogon atrisignis）和大西洋飛魚（Cheilopogon melanurus），其他魚類如鰤魚（Seriola lalandi）、正鰹（Katsuwonus pelamis）、鯖鰺（Decapterus macarellus）、小劍魚（Coryphaena equiselis）、鯕鰍（Coryphaena hippurus）、褐鰭魚（Kyphosus bigibbus）、紅帶鷹魚（Cirrhitops fasciatus）、蛇鯖（Gempylus serpens）、輕海鯖（Auxis thazard）、秋刀魚（Cololabis saira）、青帶飛魚（Euleptorhamphus viridis）、扁針魚（Ablennes hians）和鯔魚（Mugil），以及紫背飛魷（Sthenoteuthis oualaniensis）。

## 捕食者和寄生蟲
銀鷗（Chroicocephalus novaehollandiae）和斑胸秧雞（Gallirallus philippensis）會捕食蛋和幼鳥。在一些島嶼，如阿森松島和聖赫勒拿島，野貓對藍臉鰹鳥構成威脅。 一種蜱蟲被描述為寄生在阿拉伯海岸的築巢藍面鰹鳥上。 軟蜱科的蜱蟲和硬蜱科的蜱蟲也被記錄為寄生蟲，後者可能通過某些病原體在鰹鳥中傳播巴貝斯蟲病。 在雷恩島和潘多拉礁，綠海龜在穿過鰹鳥群落時，挖掘大量巢穴，破壞了鰹鳥的巢。 老鼠捕食許多海鳥的蛋和幼鳥，但藍臉鰹鳥的體型可能防止了直接捕食。在克利珀頓島，老鼠捕食吃植物的蟹。

## 與人類的關係
泰諾人約1000年前在大特克島上食用築巢的藍臉鰹鳥和紅腳鰹鳥。隨後這兩個物種在土克凱科斯群島消失。一隻鰹鳥大約提供1-2公斤（2-5磅）的肉。該地區的歐洲水手也捕捉並食用溫順的鰹鳥。 豪勳爵島上的藍臉鰹鳥幼鳥和蛋被供應號上的船員所食用。

## 保護狀況
國際自然保護聯盟（IUCN）將藍臉鰹鳥列為無危物種，儘管全球數量在減少。 在克利珀頓島，由於黃鰭金槍魚的存在，該群落受益匪淺，因為這些魚將牠們的獵物——飛魚——趕到水面，促進了鰹鳥的捕食。可能是過度捕撈金槍魚對那裡的魚類供應產生了不利影響。 2005年，克利珀頓島上的508隻年輕藍臉鰹鳥患上了“天使翼”，這是一種導致無法飛行的先天性變形，影響單側或兩側翅膀。這與高雛鳥死亡率的季節同時發生，可能與繁殖季節關鍵時期金槍魚數量減少有關。 聖嬰現象（厄爾尼諾-南方振盪）的暖期在1982和1983年對聖誕島的繁殖產生了負面影響，因為較高的水溫減少了食物供應。在通常有1500對築巢的地方，在這段期間沒有觀察到幼鳥；1983年10月觀察到50-60對繁殖。 澳大利亞政府將在澳大利亞水域出現的兩個亞種列為氣候變化脆弱性。personata 低地的亞種群落面臨海平面上升的風險，而海溫上升被估計會減少食物產量，這可能會影響兩個亞種的繁殖成功率。

## 圖庫

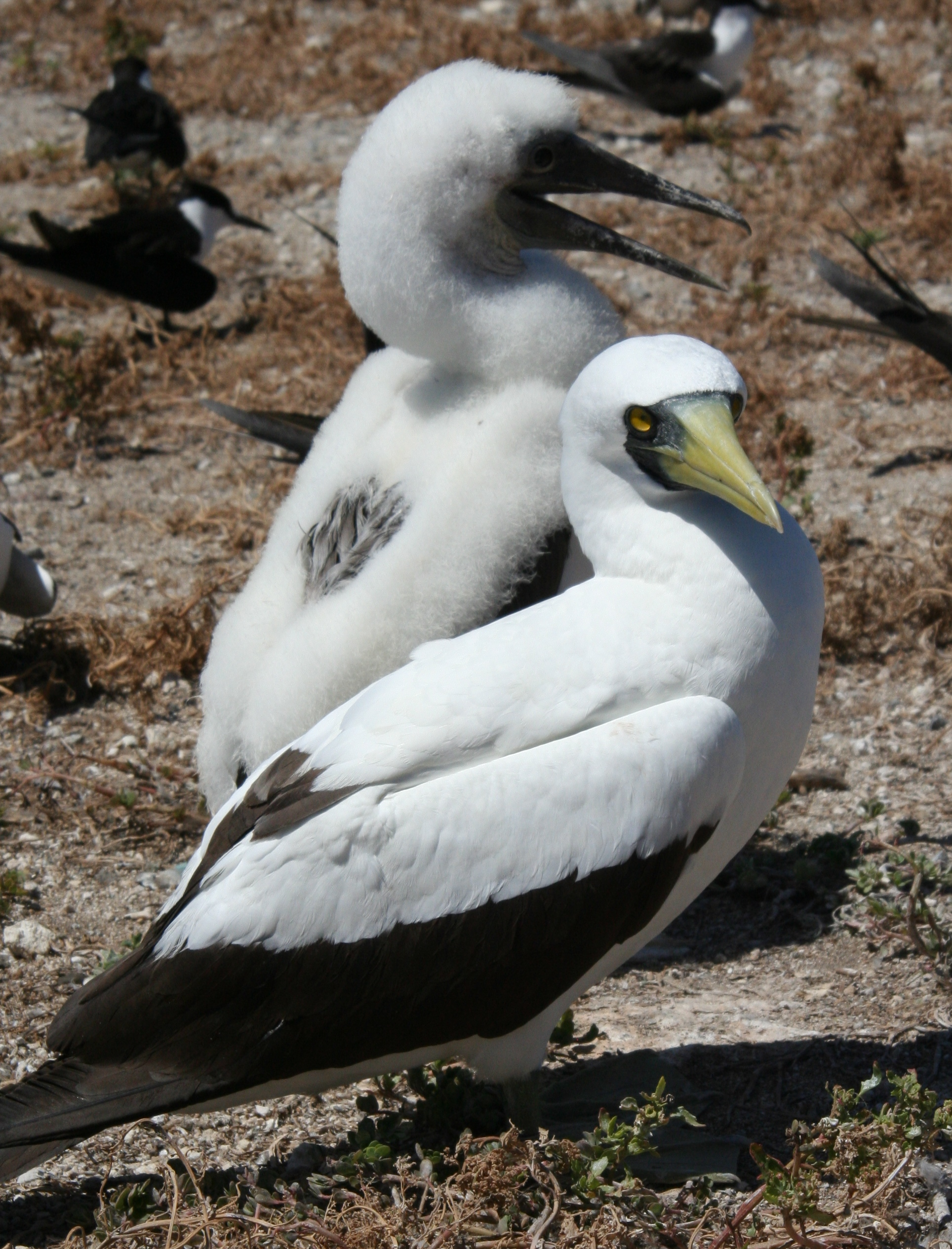
蓝脸鲣鸟的成鳥與雛鳥，攝於西北夏威夷群島
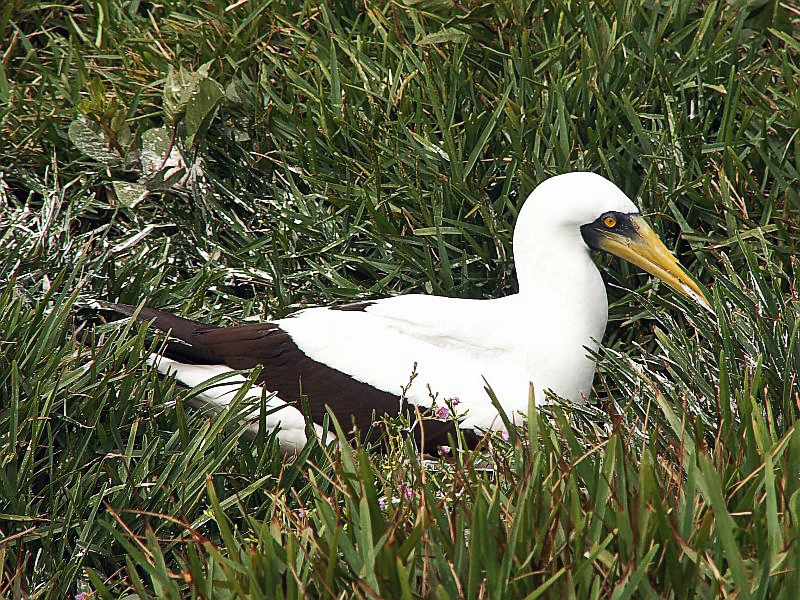
蓝脸鲣鸟，攝於巴西
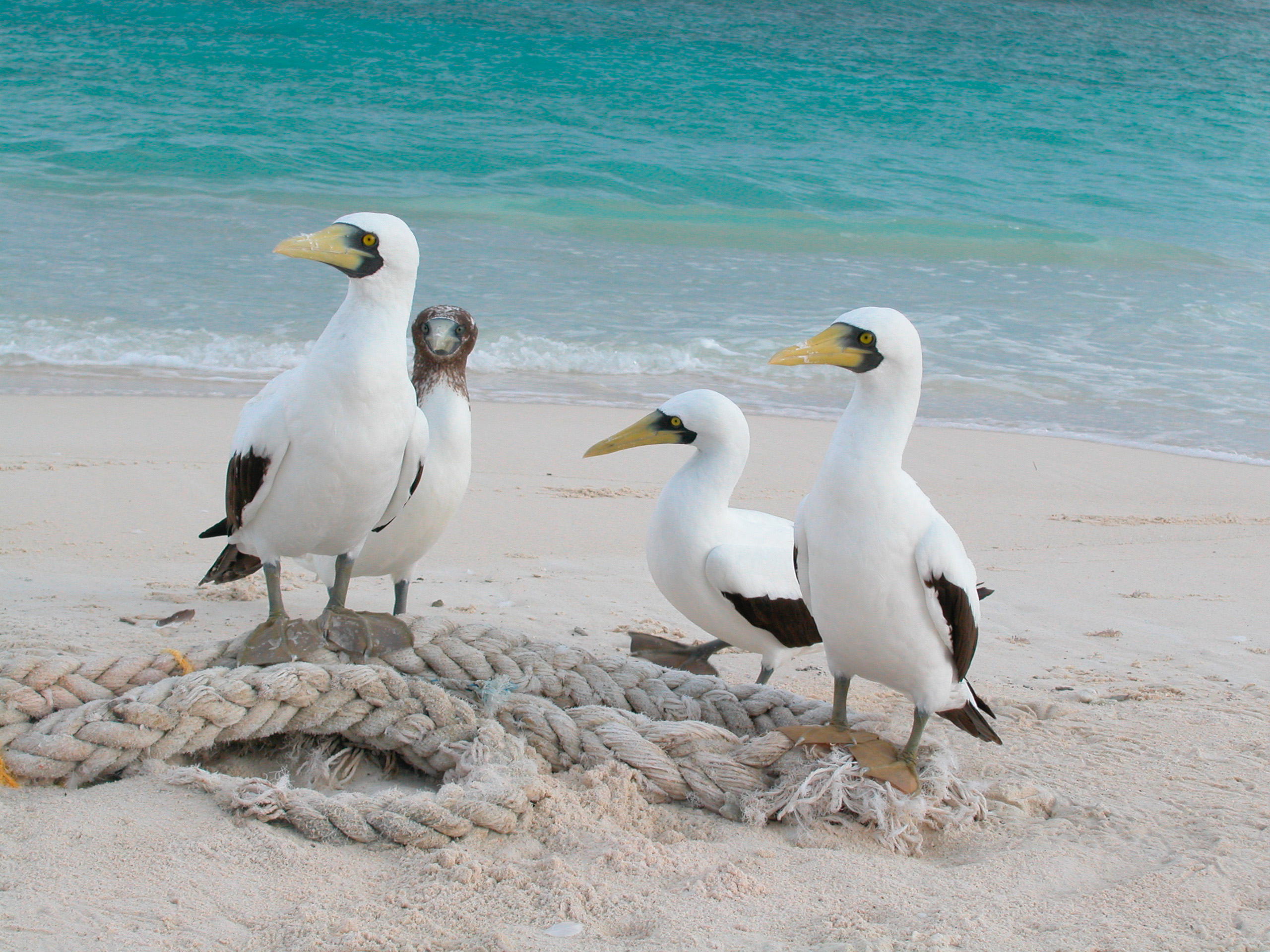
一群藍臉鲣鸟，攝於西北夏威夷海洋保護區
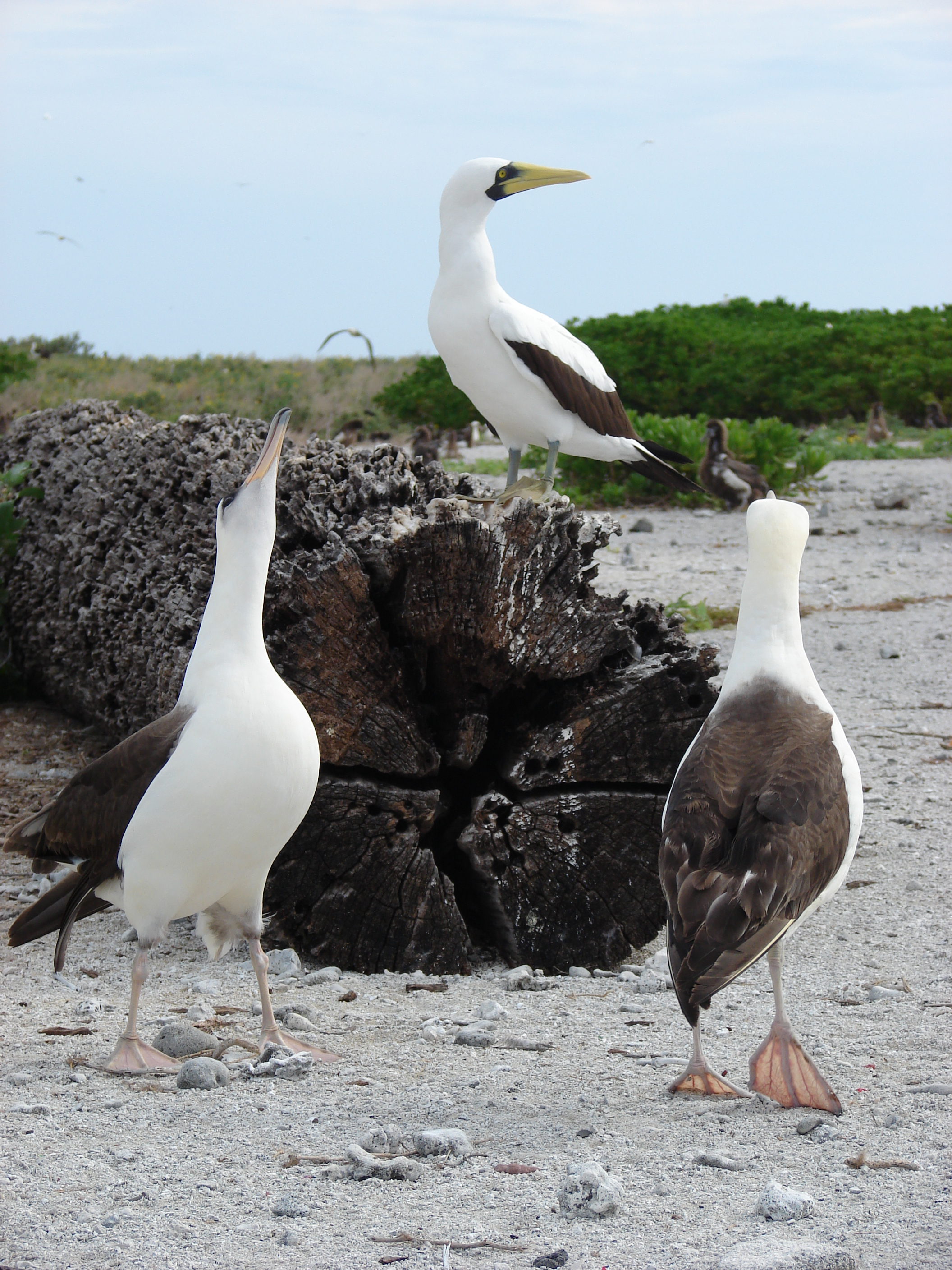
藍臉鲣鸟與黑背信天翁
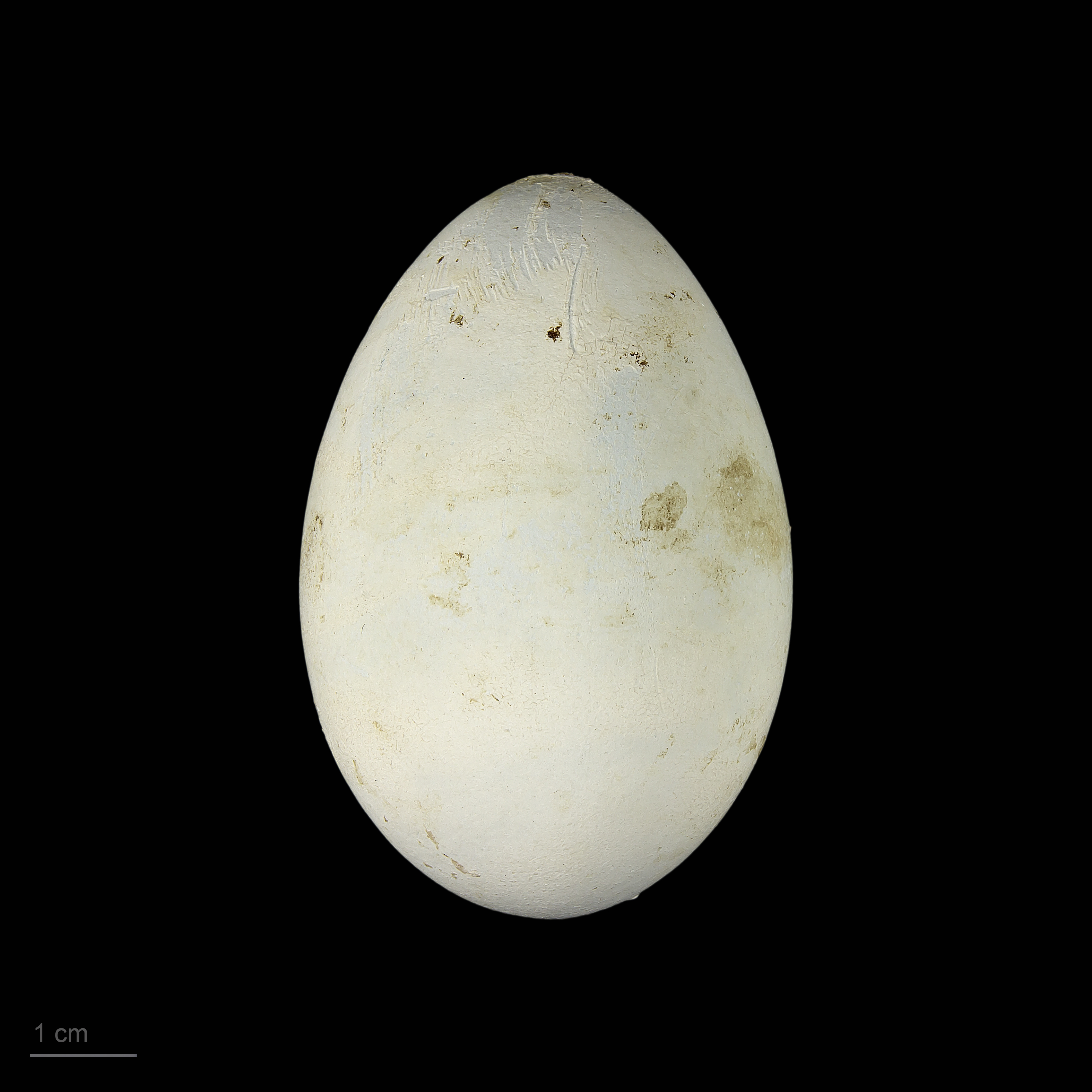
Museum specimen